# Johan Johansson i Öjebyn
Johan Johansson (i riksdagen kallad Johansson i Öjebyn), född 15 februari 1853 i Piteå socken, död där 14 mars 1929, var en svensk lantbrukare och politiker (Nya lantmannapartiet). 
Johan Johansson var riksdagsledamot 1889–1890 för Piteå domsagas valkrets.